# Aganippe castellum
Aganippe castellum is een spinnensoort in de taxonomische indeling van de valdeurspinnen (Idiopidae).
Het dier behoort tot het geslacht Aganippe. De wetenschappelijke naam van de soort werd voor het eerst geldig gepubliceerd in 1986 door Barbara York Main.